# Macrolepiota procera
Macrolepiota procera (Giovanni Antonio Scopoli, 1772 ex Singer, 1948), sin. Lepiota procera (Giovanni Antonio Scopoli, 1772 ex Samuel Frederick Gray, 1821), din încrengătura Basidiomycota în familia Agaricaceae de genul Macrolepiota, denumită în popor parasol, burete șerpesc, pălăria șarpelui, dar între altele și cale, capul șarpelui, căciula șarpelui sau ciuperca cucului, este o specie de ciuperci comestibile saprofite foarte comună și răspândită. Ea se poate găsi în România, Basarabia și Bucovina de Nord oriunde în păduri foioase și de conifere, prin pășuni, tufișuri, locuri ierboase, chiar și la margine de drum, preferat pe soluri calcaroase și silicoase, mai ales după o ploaie puternică de vară. Timpul apariției este din iunie până în octombrie.

## Taxonomie

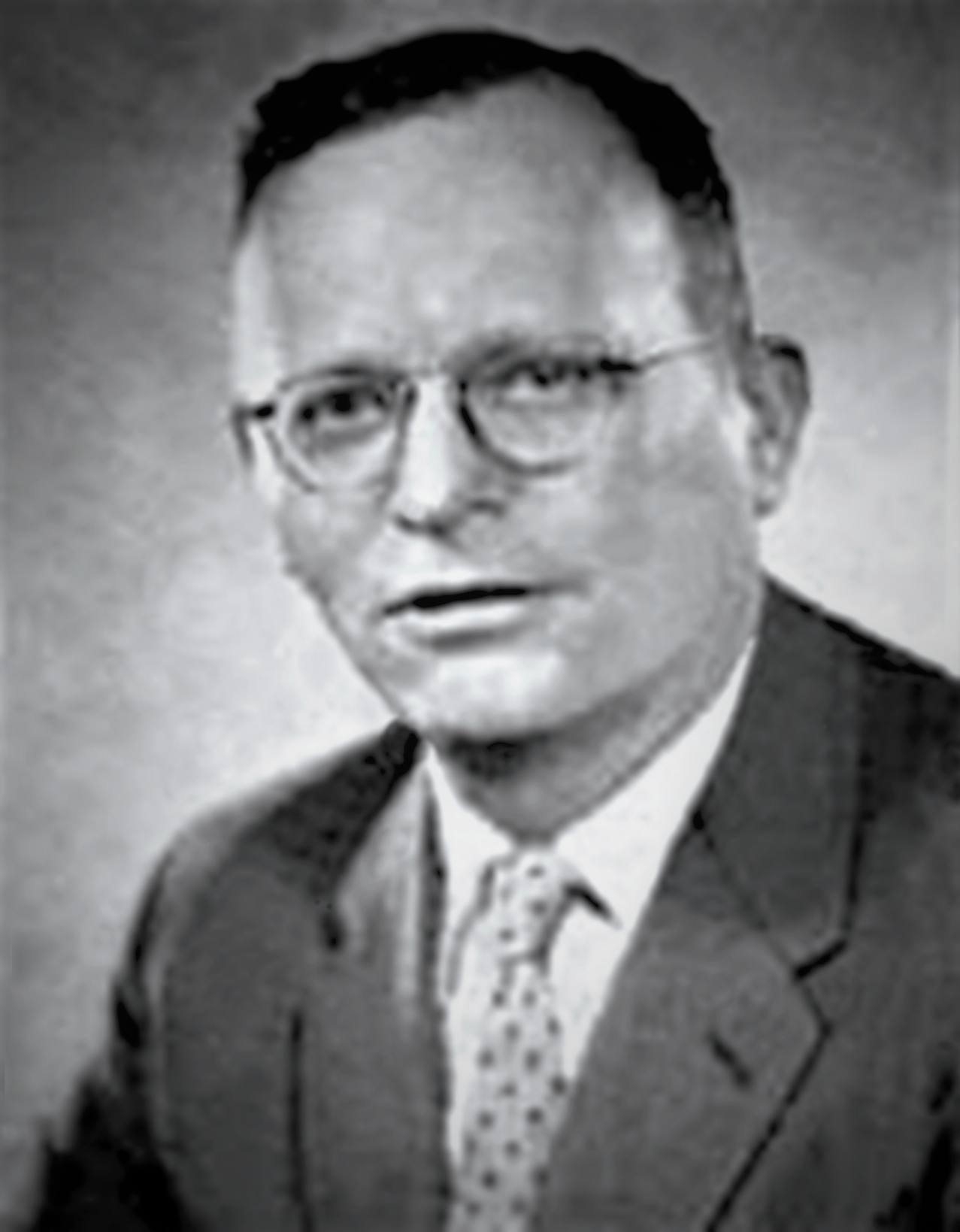
Rolf Singer

Numele binomial Agaricus procerus a fost determinat de naturalistul tirolez Giovanni Antonio Scopoli, în volumul 2 al operei sale Flora carniolica din 1772, iar transferată corect la genul Macrolepiota sub păstrarea epitetului de micologul german Rolf Singer, de verificat în volumul 32 al jurnalului micologic american Papers of the Michigan Academy of Sciences din 1948.
Câteodată se mai găsește în cărți micologice mai vechi denumirea Lepiota procera, descrisă de botanistul englez Samuel Frederick Gray în volumul 1 al lucrării sale „A natural arrangement of British plants”, din 1821. Toate celelalte încercări de redenumire sunt acceptate sinonim, dar, nefiind folosite, sunt neglijabile.
Epitetul specific se trage de la cuvântului latin (latină procerus=înalt, lung, zvelt, crescut drept), datorită aspectului general al buretelui.

## Descriere

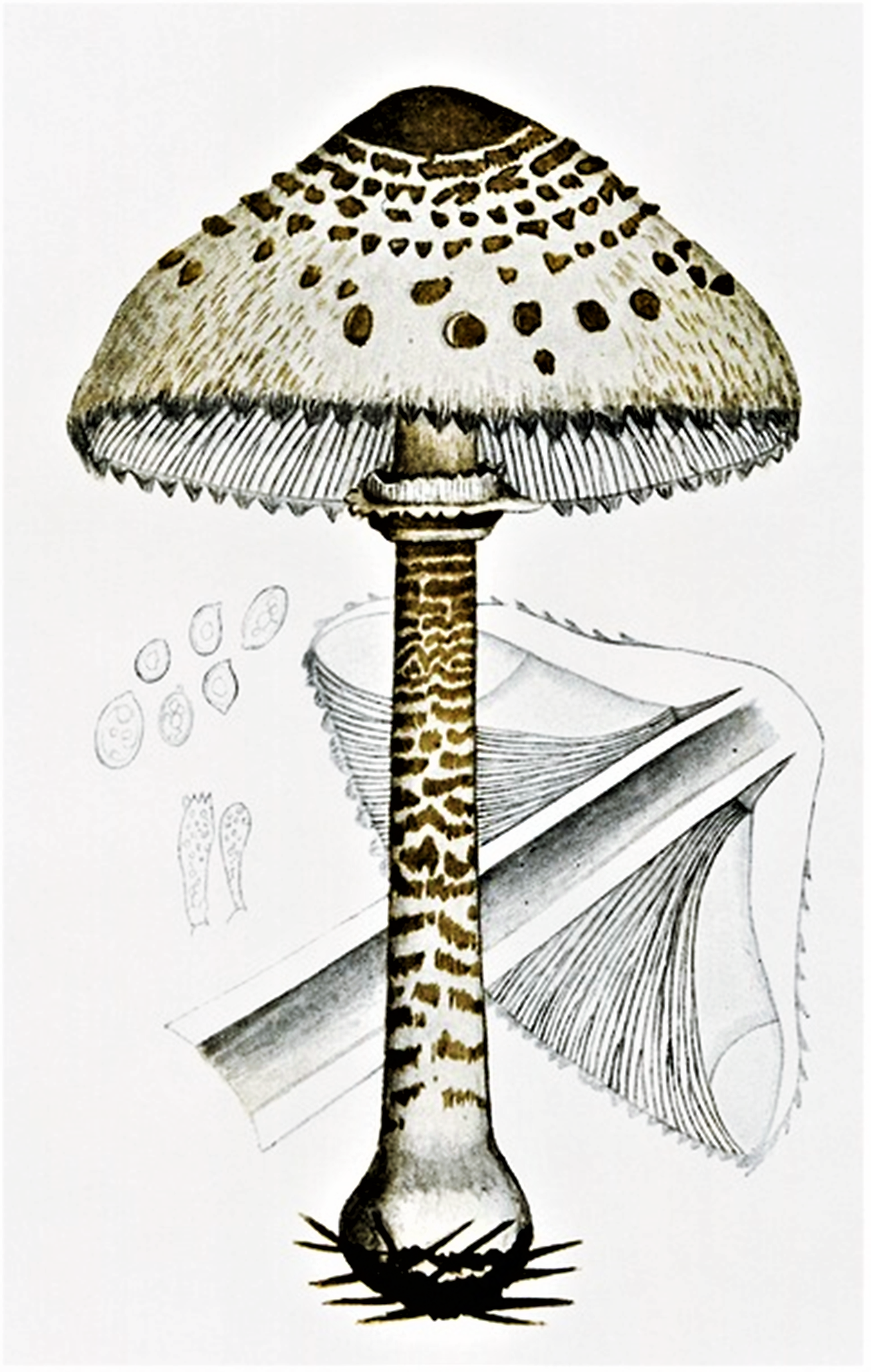
Bres.: M. procera

Ordinul Agaricales este de diversificare foarte veche (între 178 și 139 milioane de ani), începând din timpul perioadei geologice în Jurasic în diferență de exemplu cu genul Boletus (între 44 și 34 milioane de ani).
- Pălăria: are un diametru de 12-30 (40) cm, este la început aproape rotundă cu marginile răsucite spre interior, având la maturitate aspectul unei umbrele desfășurate, fiind în mijloc cocoșată, la margine întinsă și de culoare gri-maro. Cauzat vălului parțial poartă fulgi care sunt mari, neregulați, mai mult sau mai puțin rupți și mai închiși decât restul pălăriei. Cocoșul rămâne destul de neted.
- Lamelele: sunt aglomerate, subțiri, neregulate, bulboase, de culoare albă sau gălbuie, schimbând la bătrânețe spre rozaliu-maro.
- Piciorul: dezvoltă o lungime de 20, chiar până la 40 cm, având un diametru de  numai 1,3-2 cm, fiind cilindric, găunos, fibros și dur, acoperit cu numeroși solzi mici, viperini și sfârșind într-un bulb pâslit. Înapoi rămâne la fructele mature o manșetă dublă, pufoasă, bătătoare la ochi, clar liberă și mobilă la tije, acolo maro, la margine albă, precum neatârnată în jos.
- Carnea: este fragedă și foarte slab elastică, în pălărie moale, în picior fibroasă și tare, fiind de culoare albă care se schimbă la aer roz la roșior. Are un miros precum gust de aluni.[5][6]
- Caracteristici microscopice: are spori elipsoidali și hialini (translucizi), cu pereți foarte groși și un por de germen mic, având o mărime de 12-18 x 8-12 microni. Pulberea lor este albă. Basidiile (organe sporifere care produc spori exogeni) clavate și cu catarame bazale poartă 4 sterigme fiecare și măsoară 30-40 x 10-12 microni. Cheilocistidele (cistide de pe muchia lamelor) sterile cu o dimensiune de 45 (55) × 20 microni sunt cuneiforme, utriforme, constând din 2-3 celule. Cuticula este formată în centru de hife cilindrice, septate, cu un pigment intercelular și un diametru de 3,5-10 (14) microni.[12]
- Reacții chimice: Carnea se colorează cu fenol repede brun și cu tinctură de Guaiacum repede albastru-verzui.[13][14]

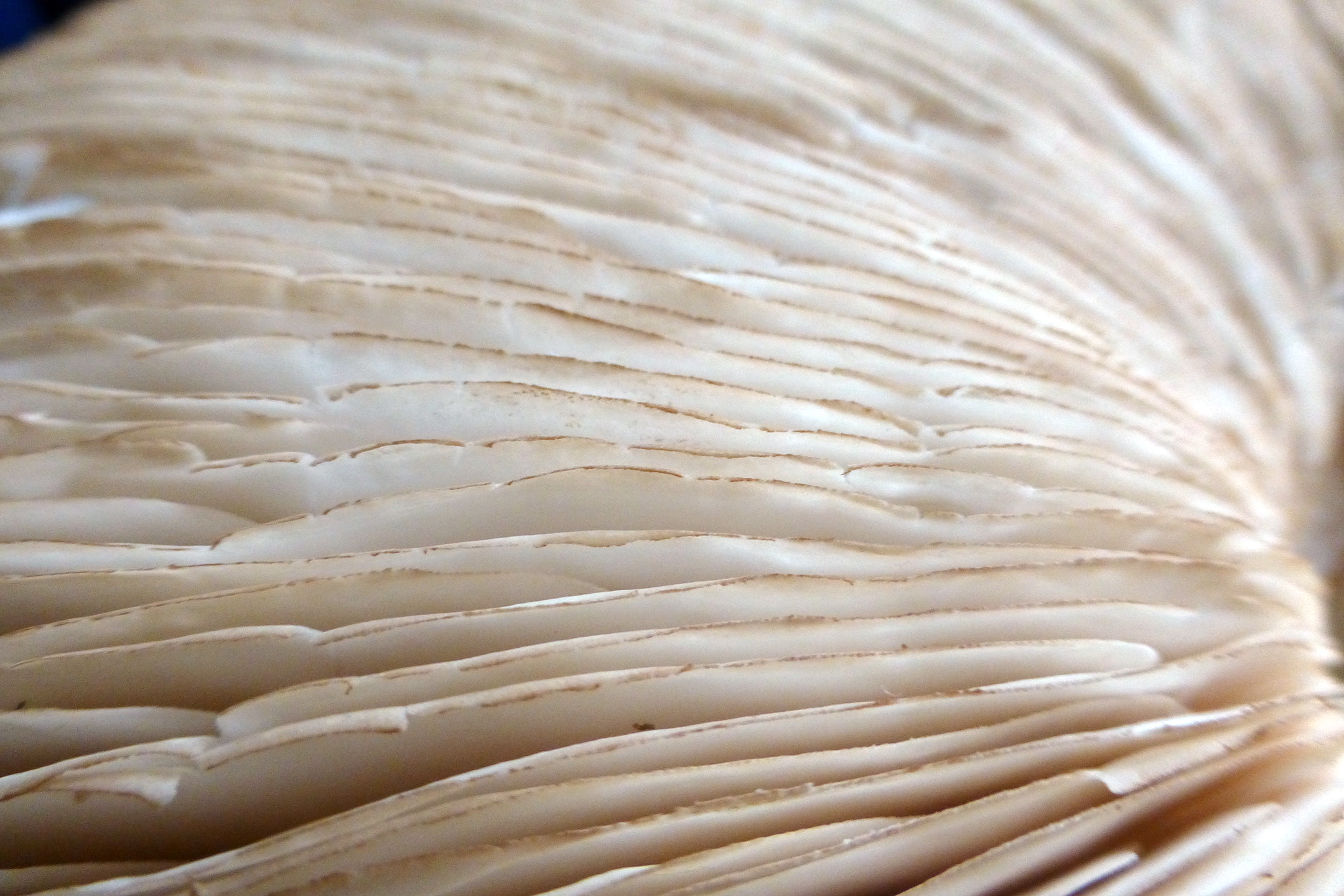
M. procera, lamele
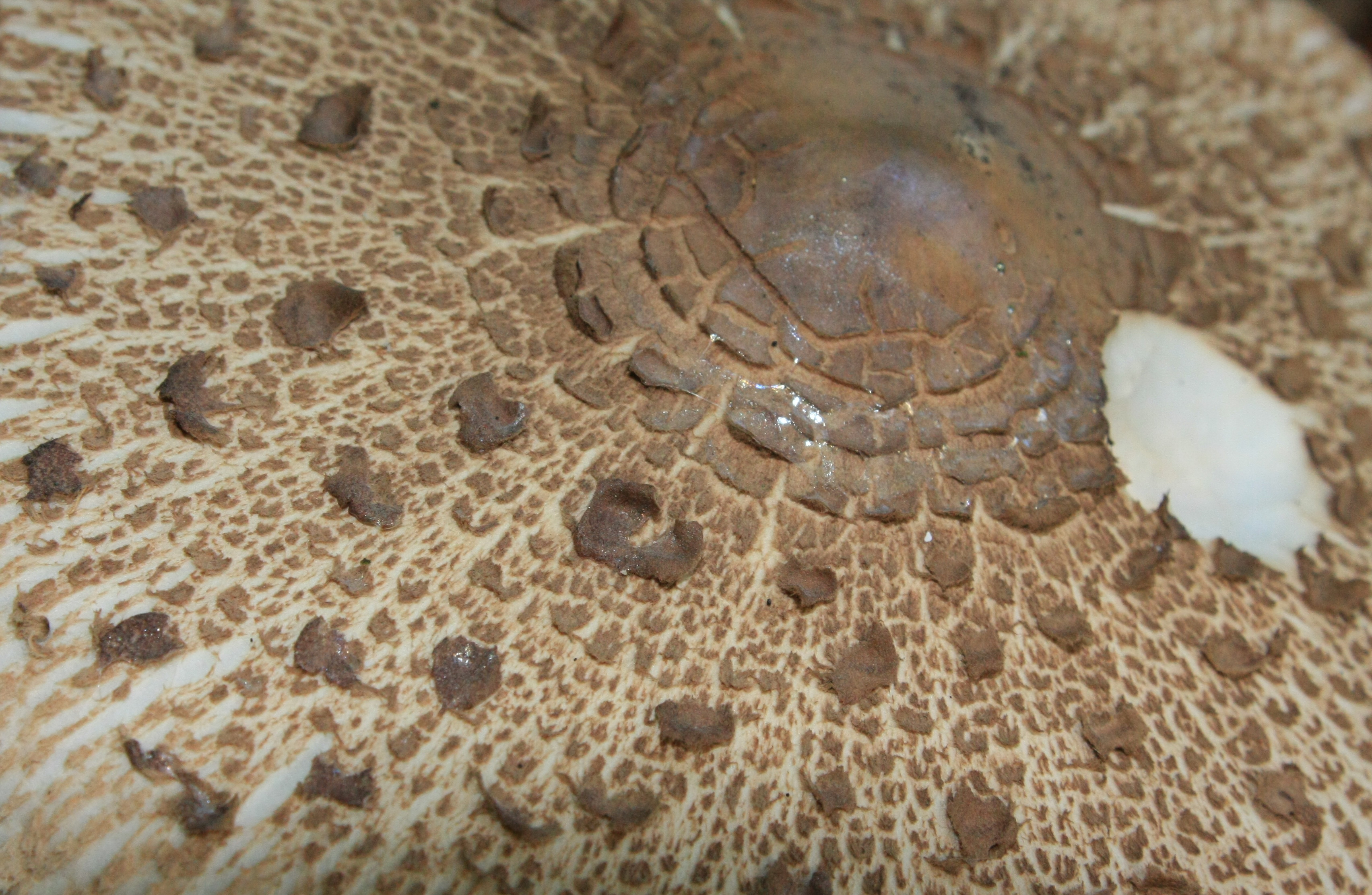
M. procera, cuticulă
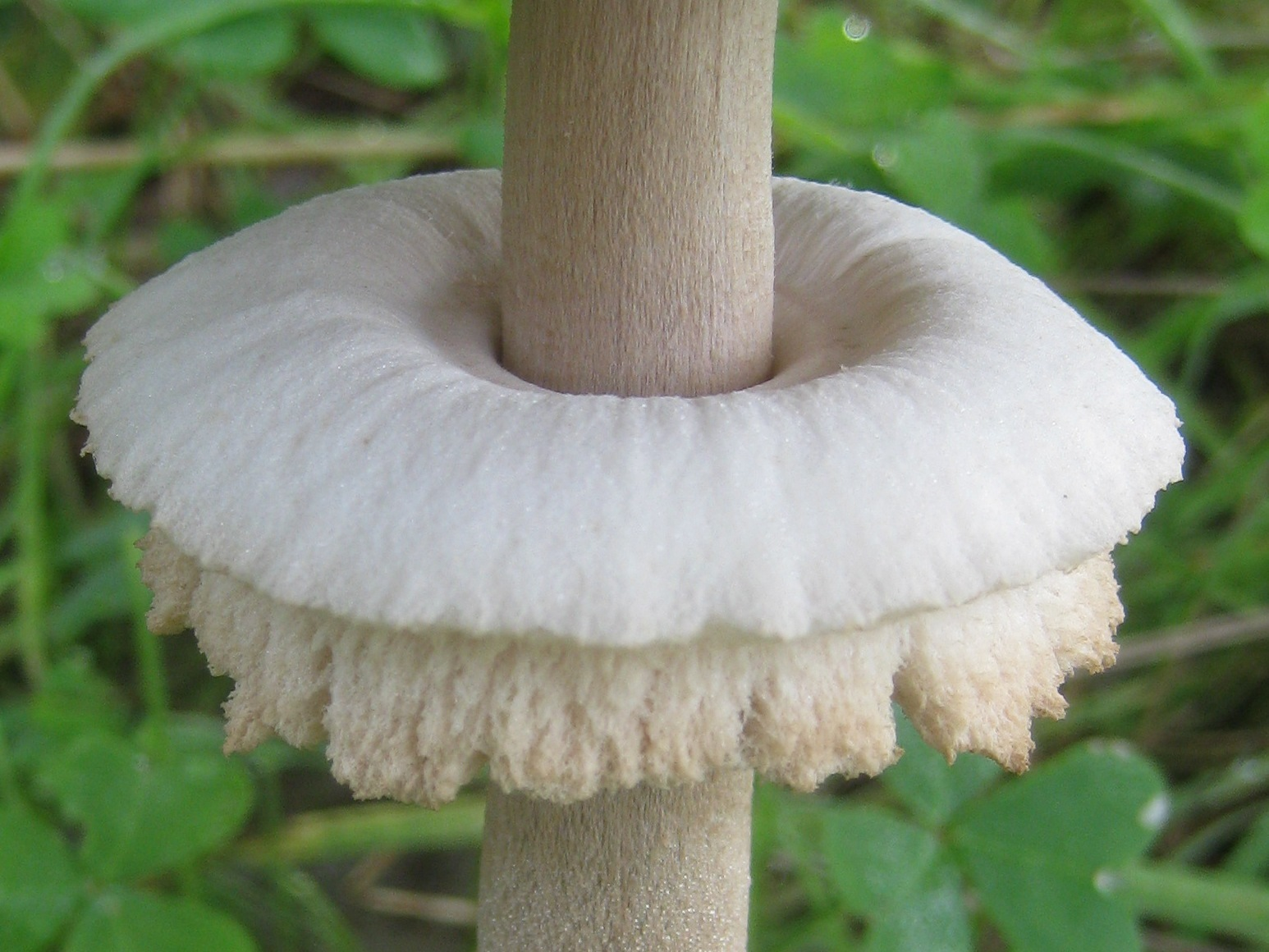
M. procera, inel
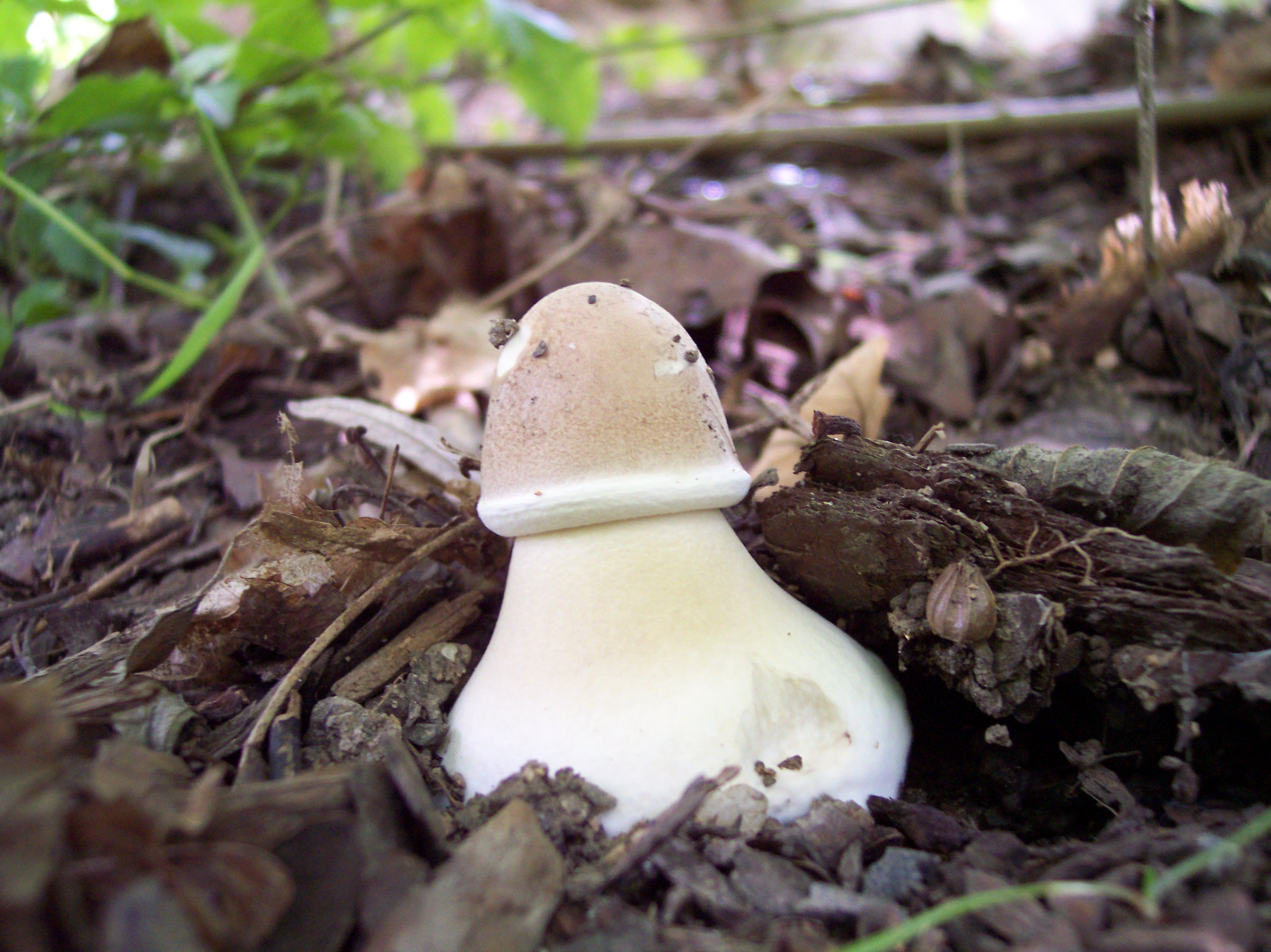
M. procera tânăr
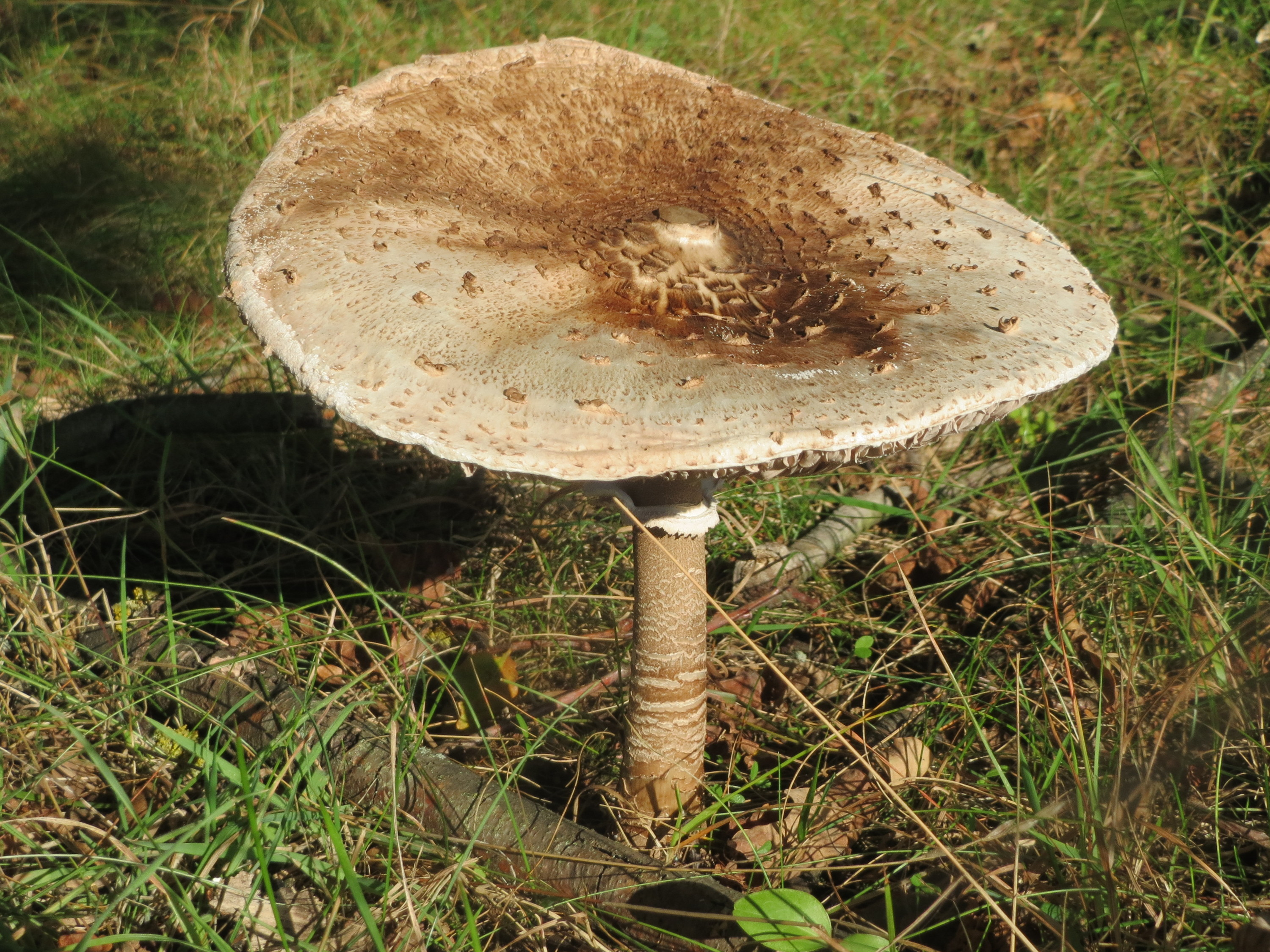
M. procera bătrân

## Confuzii
Există mai mulți bureți de genul Macrolepiota sau Lepiota, care pot fi confundați cu parasolul, în special în tinerețe.

### Cu bureți comestibili:
Lepiota ignivolvata, Lepiota haematosperma sin. Leucocoprinus Badhamii, Lepiota naucina, Macrolepiota affinis, Macrolepiota excoriata, Macrolepiota gracilenta, Macrolepiota mastoidea, Macrolepiota olivascens, Macrolepiota permixta, Macrolepiota puellaris, Macrolepiota rhacodes, Macrolepiota umbonata.

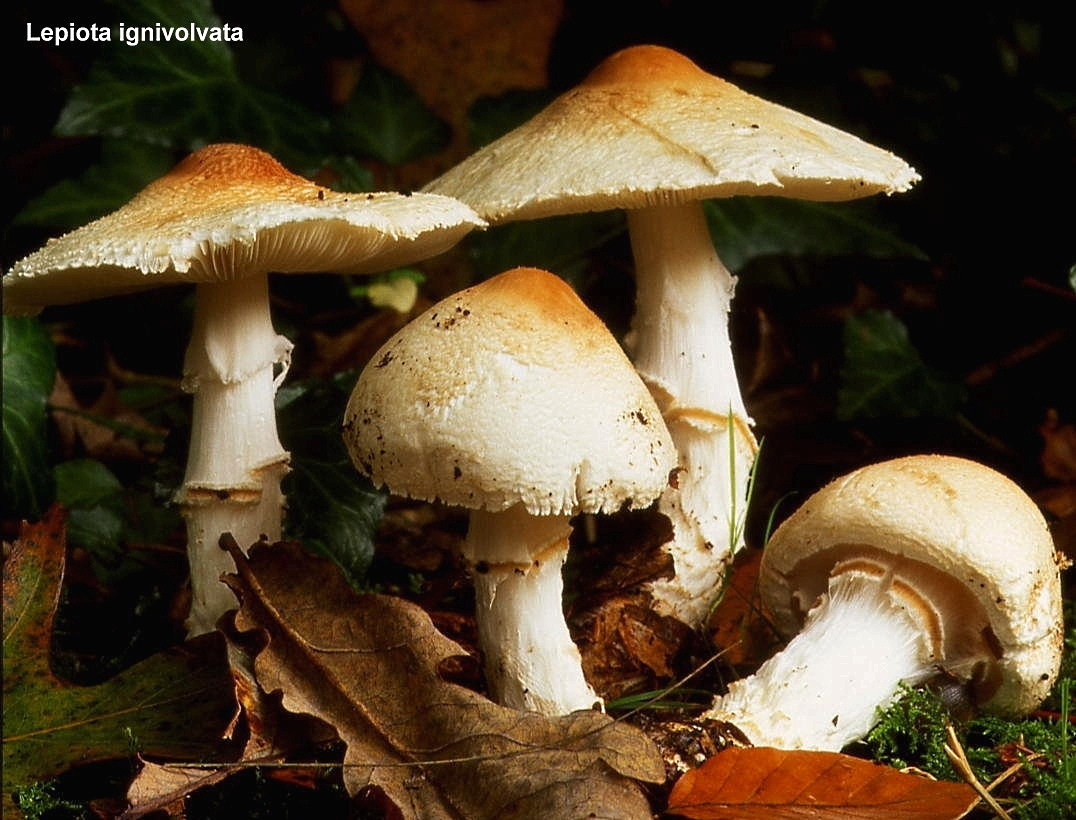
L.ignivolvata
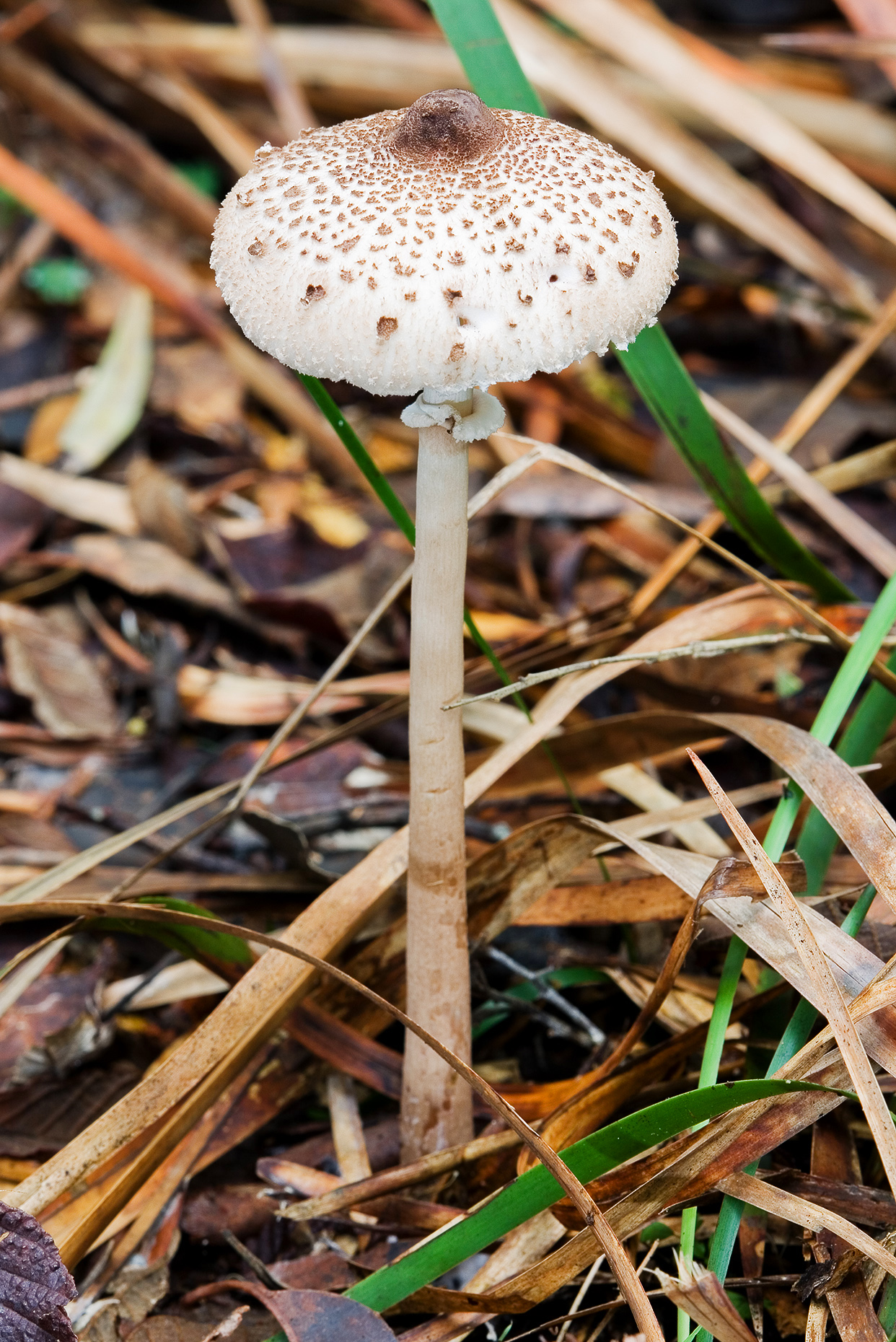
M. clelandii
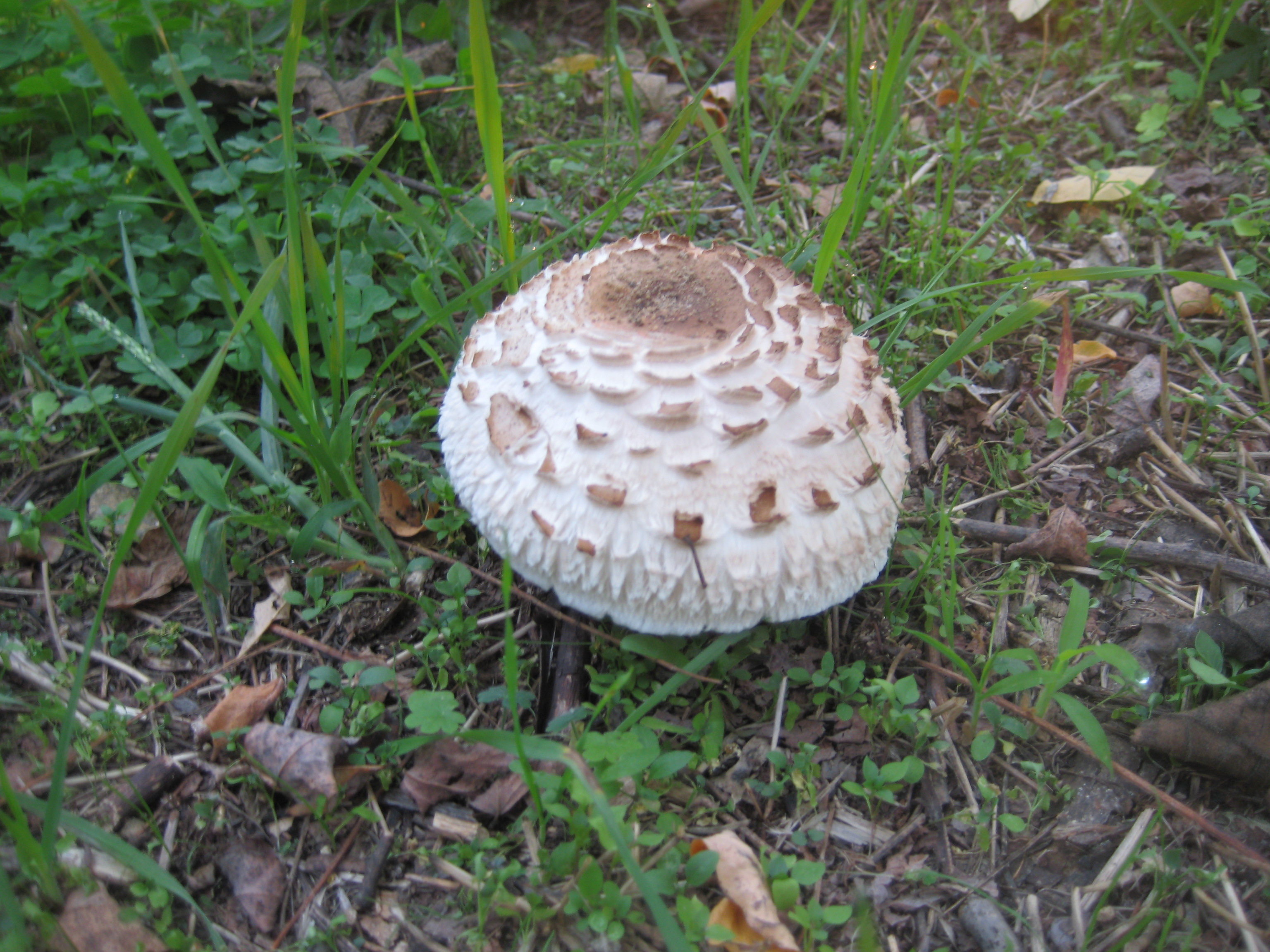
M excoriata
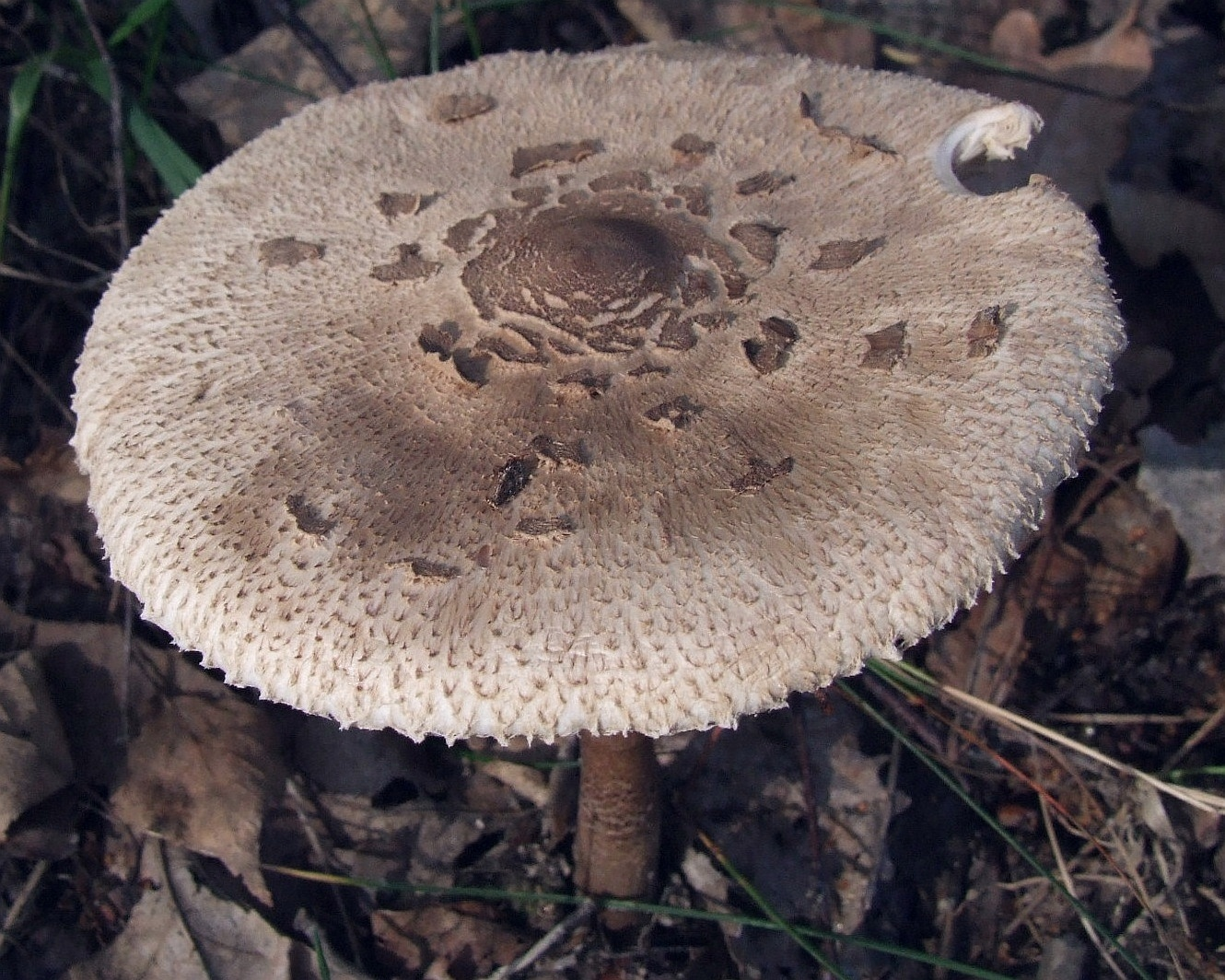
M. konradii
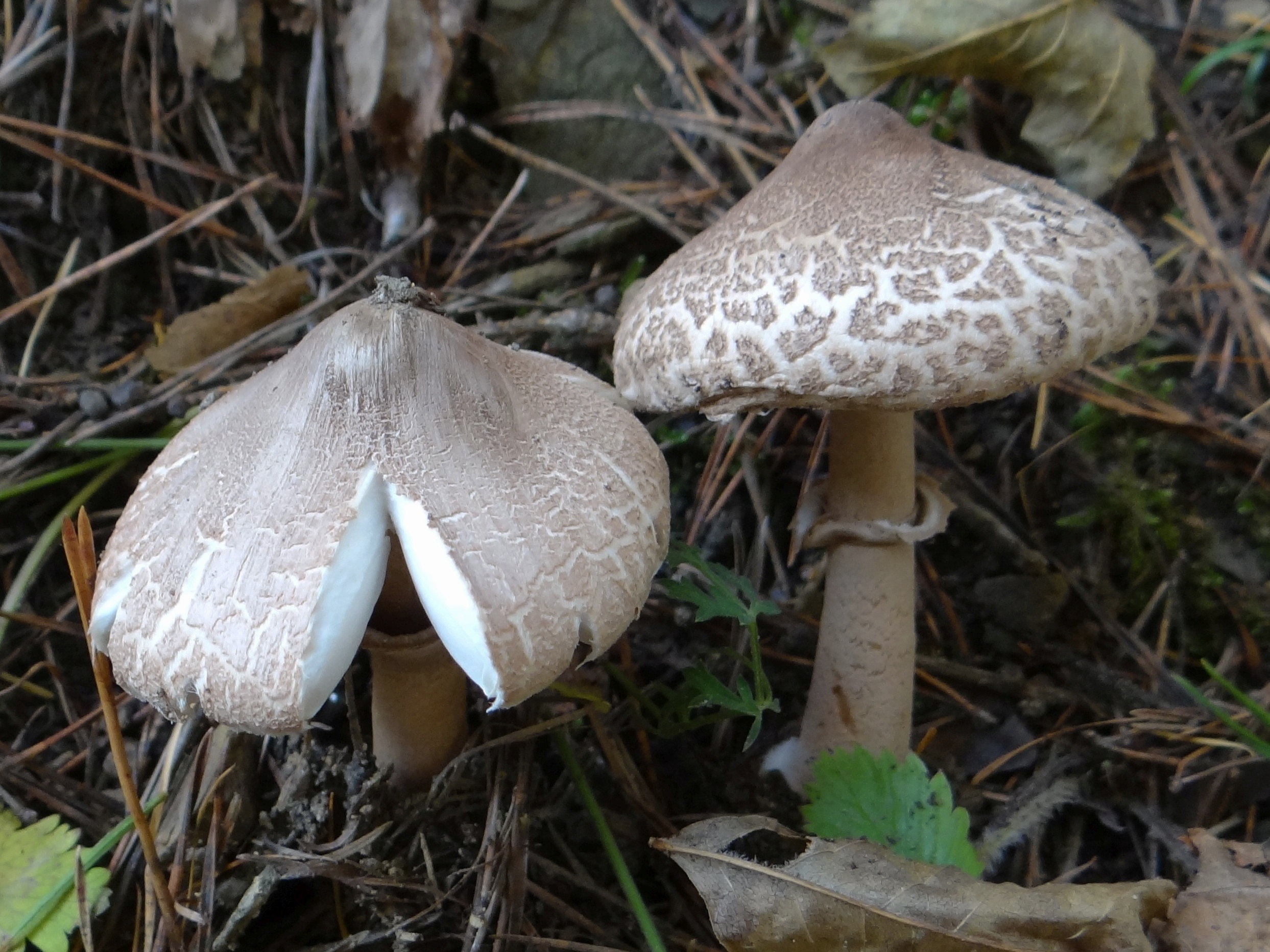
M. mastoidea
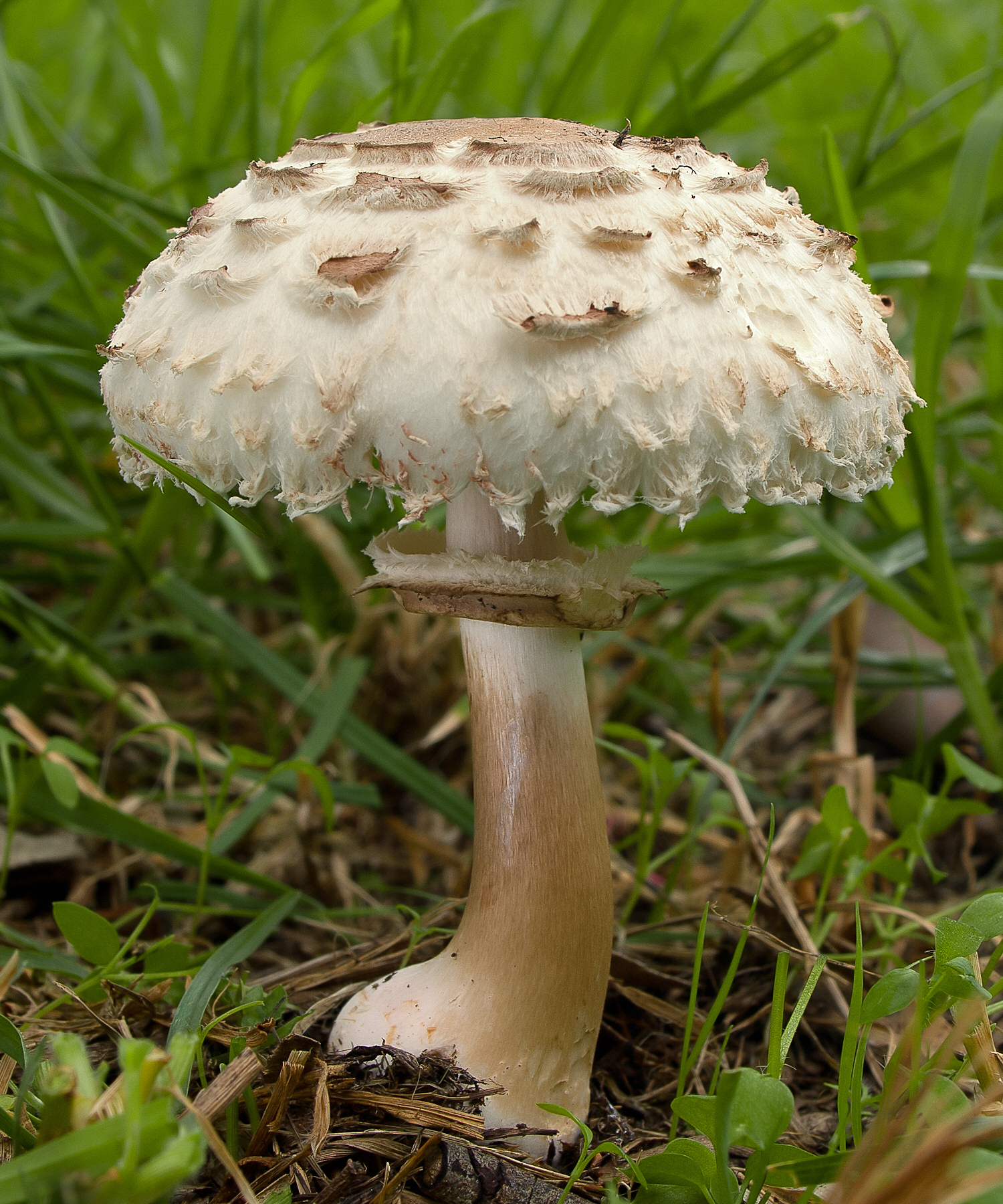
M. rhacodes

### Cu bureți otrăvitori:
Lepiota aspera, Lepiota clypeolaria, Lepiota cristata, Lepiota felina, Lepiota helveola. Acești bureți sunt cu toții de mărime inferioară. 

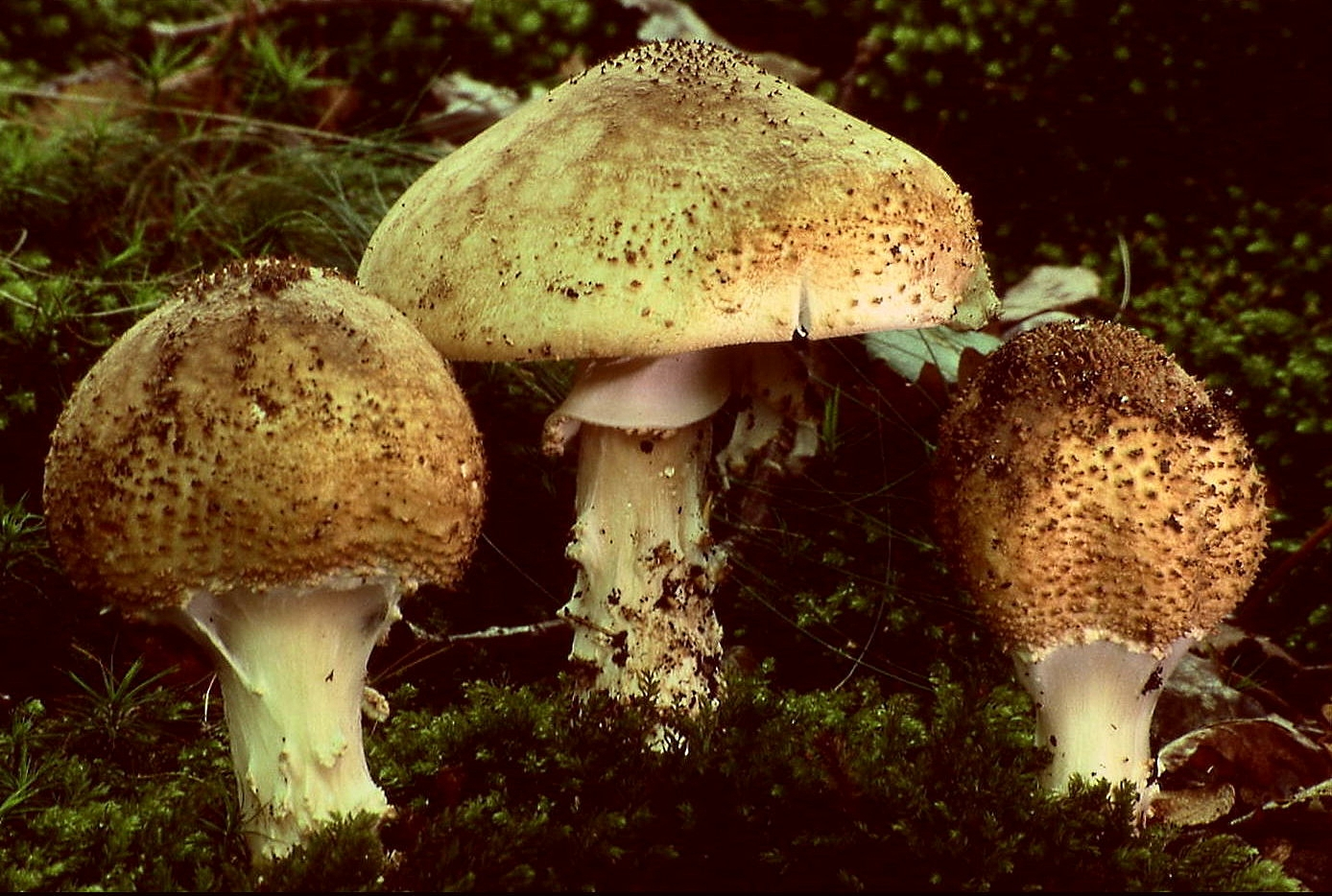
Lepiota aspera
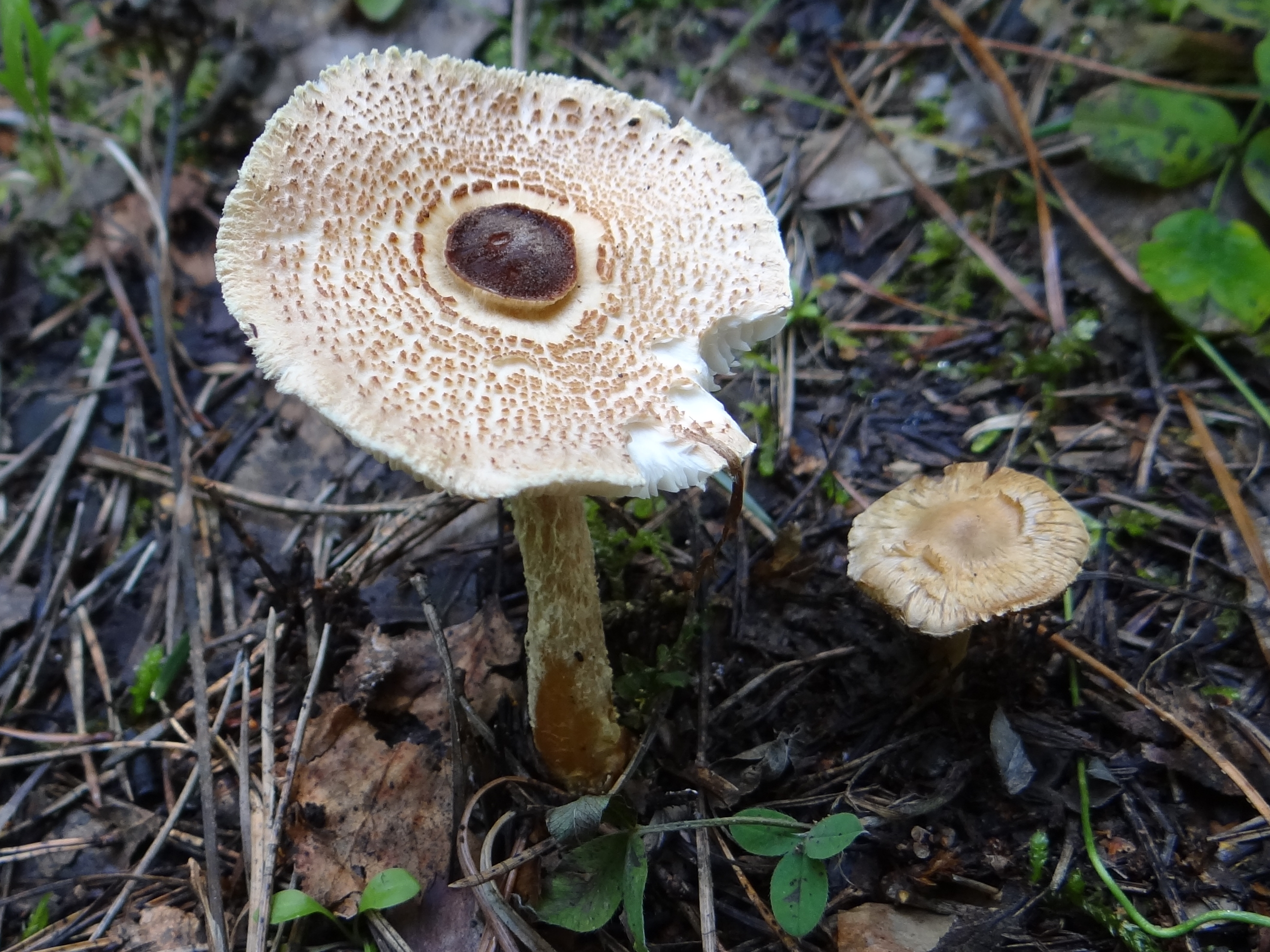
L.clypeolaria
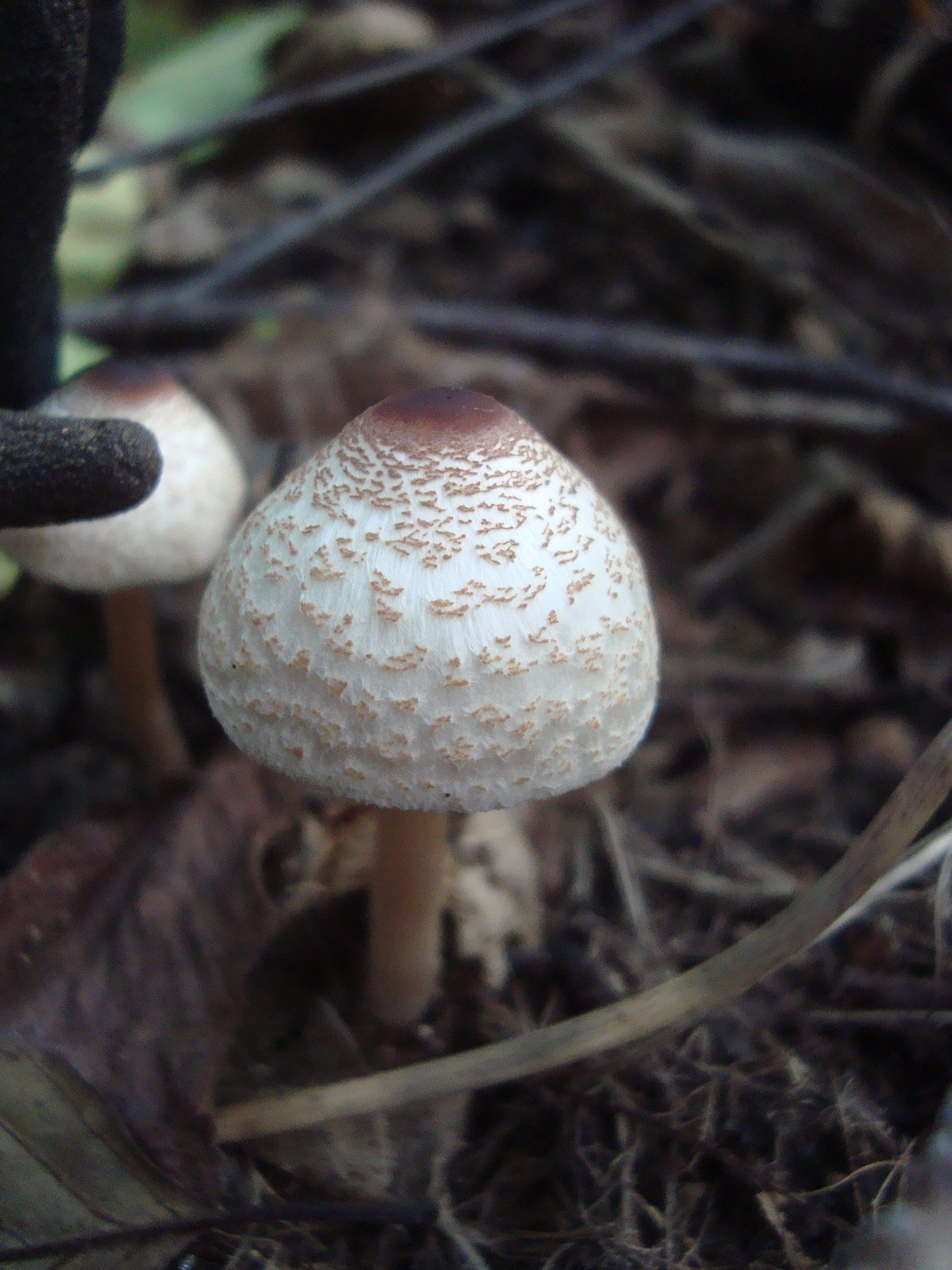
L. cristata
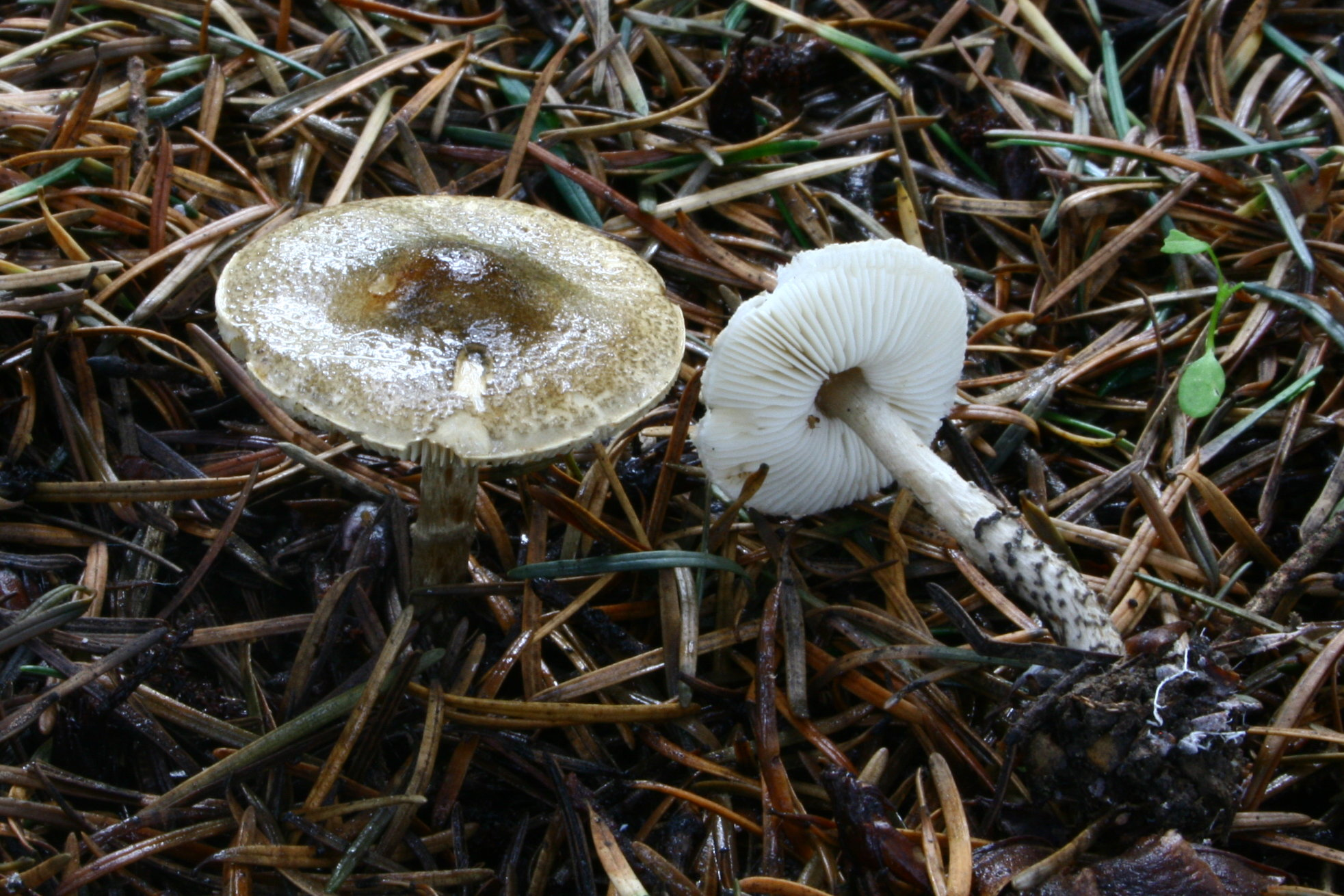
L. felina

## Valorificare

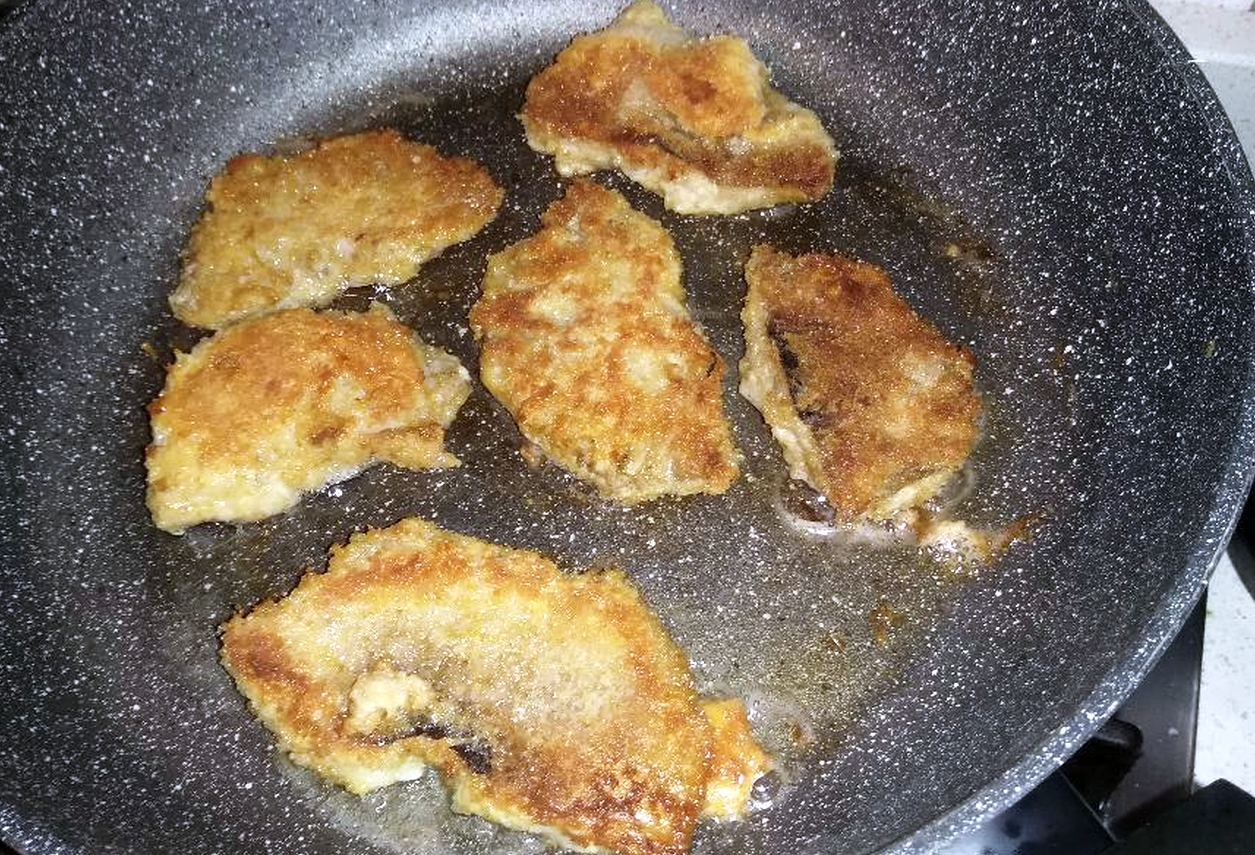
Șnițele de parasol

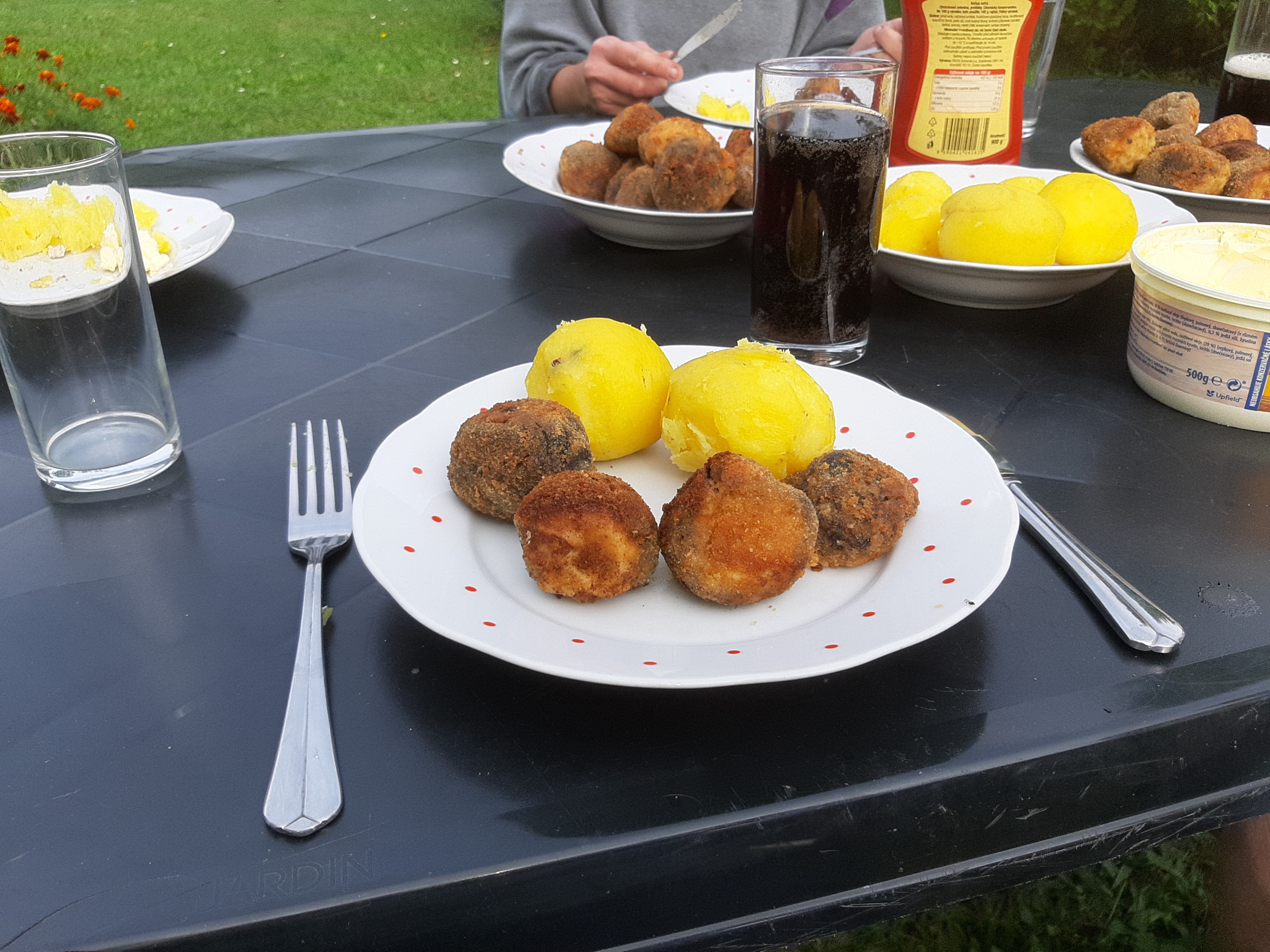
Parasoli la cuptor

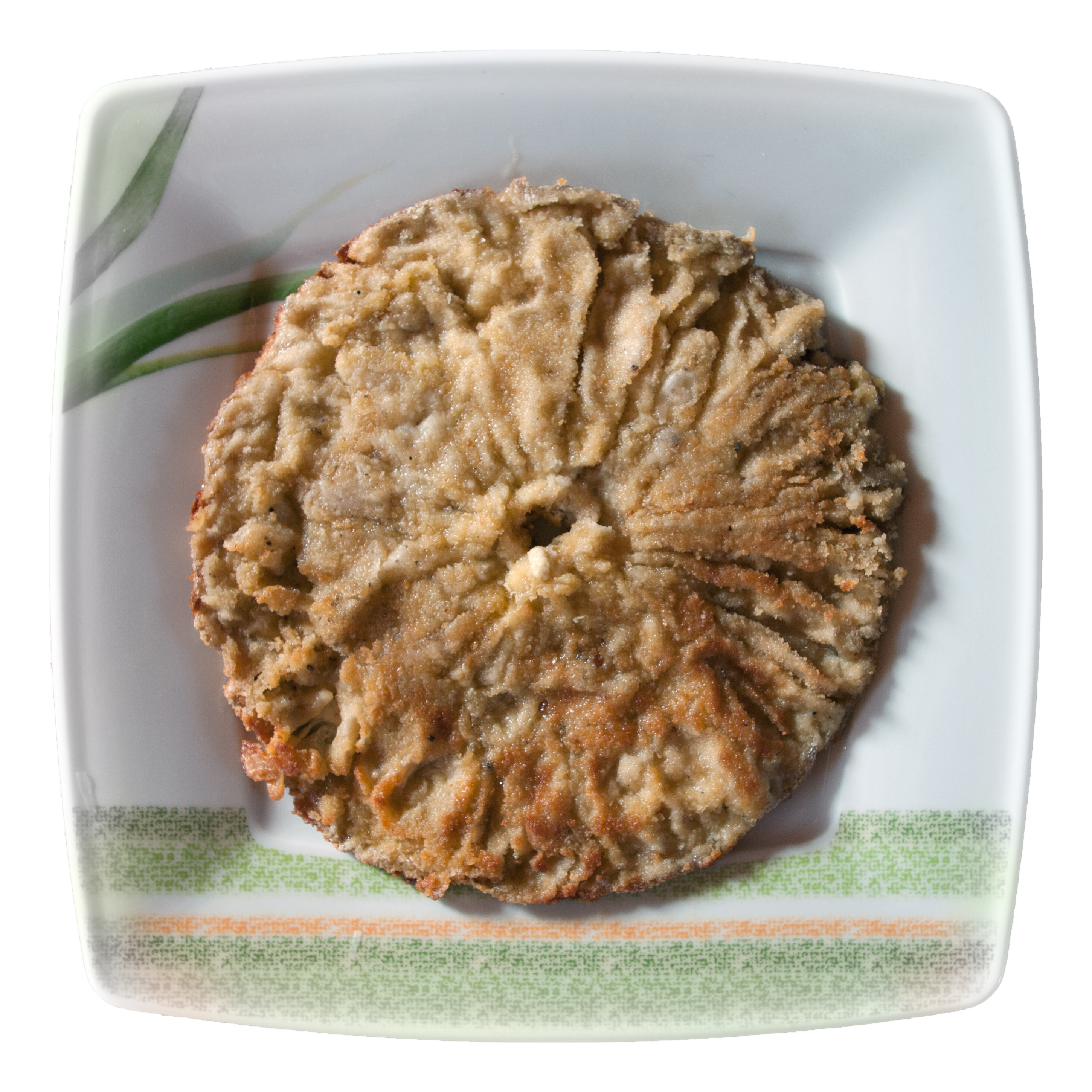
Parasol panat și prăjit

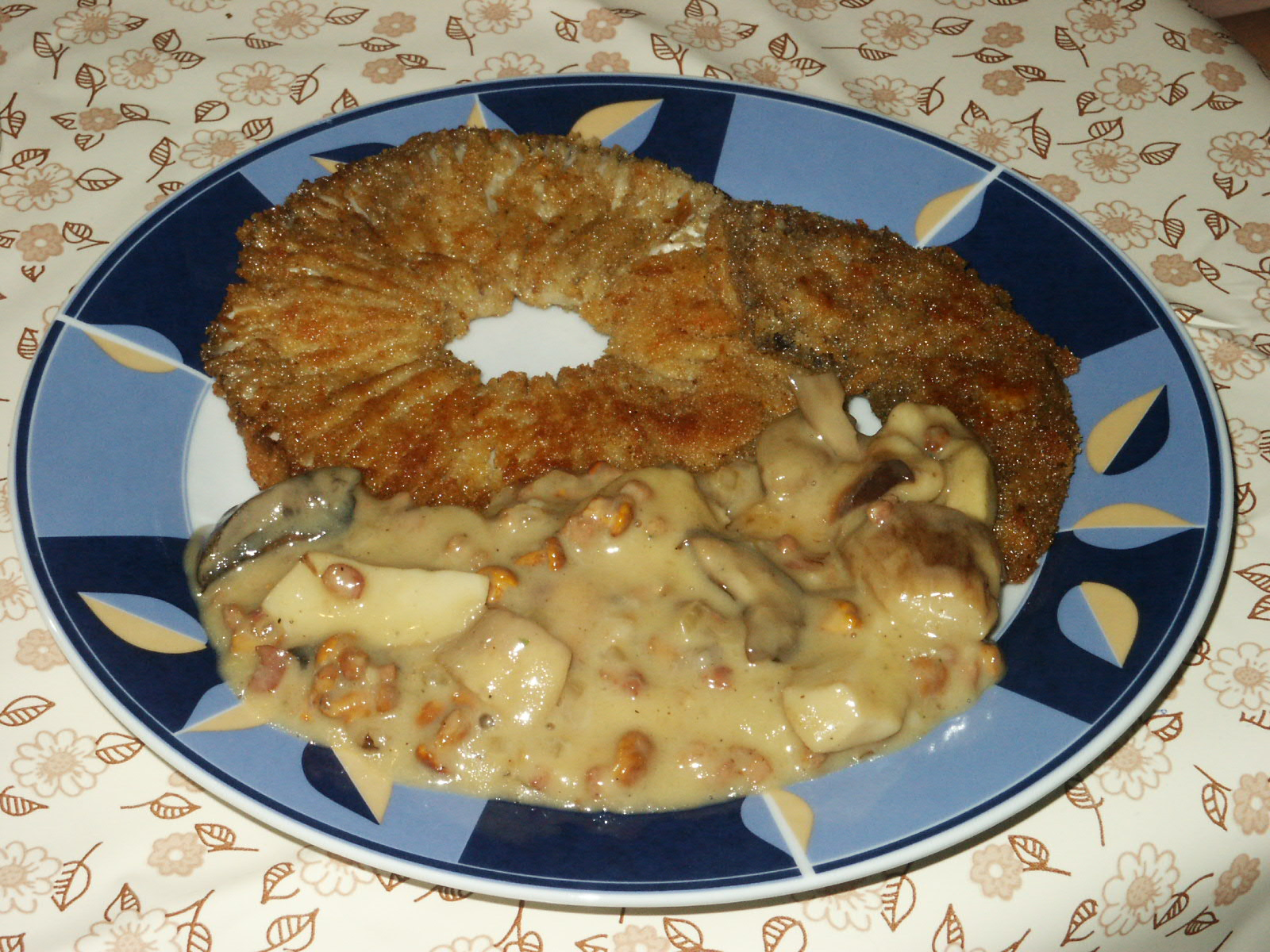
Parasol prăjit cu sos de ciuperci

Pălăria parasolilor proaspeți pot fi pregătiți ca ciulama, de asemenea împreună cu alte ciuperci de pădure sau panați precum prăjiți în unt ca un șnițel. În afară de aceasta, ele pot fi tăiate felii, apoi blanșate și congelate. De asemenea este posibilă uscarea, iar în continuare pulberăria buretelui (aici inclusiv piciorului) într-o mașină electrică. Praful se adaugă pentru ridicarea savorii pentru sosuri de friptură de vită sau vânat. Foarte gustoși sunt preparați ca Duxelles (un fel de zacuscă).